# Капена
Капена (італ. Capena) — муніципалітет в Італії, у регіоні Лаціо,  метрополійне місто Рим-Столиця.
Капена розташована на відстані близько 28 км на північ від Рима.
Населення — 10 474 особи (2014).
Щорічний фестиваль відбувається 18 жовтня. Покровитель — євангеліст Лука

## Стародавня Капена
У давнину Капена розташовувалась на плато La Civitucola, що в наш час є незаселеним. Ця територія в античні часи була відома як Ager Capenas і належала до Етрурії. Її розташування часто згадується біля Фалерії — старовинного міста етрусків, одного з головних 12 міст Етруської держави. Капена була безжально завойована римлянами близько 390 року до н. е. впродовж довгої кампанії капенців проти наростаючої влади Риму на цій території. Поселення продовжувало існувати аж до падіння Західної Римської Імперії, після чого її сліди в історії губляться. І тільки в середині XVIII століття дослідниками було виявлено попереднє місце знаходження Капени. Теперішні археологічні дослідження показали, що Капена зберігала свій розвиток міського життя і певний ступінь впливу довше ніж до цього думали дослідники.

## Демографія
Населення за роками:

Станом на 1 січня 2023 року в муніципалітеті офіційно проживали 1564 іноземці з 65 країн, серед них 866 громадян країн Євросоюзу та 34 громадяни України.

## Сусідні муніципалітети
- Кастельнуово-ді-Порто
- Чивітелла-Сан-Паоло
- Фьяно-Романо
- Монтелібретті
- Монтеротондо
- Морлупо
- Риньяно-Фламініо